# Rango (Film)
Rango ist ein computeranimierter Kinofilm von Gore Verbinski. Es handelt sich um eine satirischen Western mit anthropomorphen Tieren. Der Kinostart in Deutschland und Österreich war am 3. März 2011 sowie tags darauf in den USA. Die Produktion erhielt 2012 den Oscar in der Kategorie bester animierter Spielfilm.

## Handlung
Ein Chamäleon lebt im Umfeld einer Plastikpalme, eines Plastikfisches und des Torsos einer Barbiepuppe, mit denen es ein Theaterstück inszeniert. Es befindet sich in einem Terrarium, das gerade mit dem Auto transportiert wird und bei einem Ausweichmanöver von der Ladefläche fällt und zerbricht. Auf der Straße trifft es das Gürteltier Roadkill, Auslöser des Manövers. Zusammen fliehen sie vor weiteren Autos neben die Straße, wo ihm Roadkill vom Geist des wilden Westens erzählt, der auf der anderen Straßenseite anzutreffen sei, und ihm den Weg zur Stadt weist.
Das Chamäleon macht sich auf den Weg, wird unterwegs von einem Habicht angegriffen und übernachtet in einem Rohr, aus dem es nach einigen wirren Träumen herausgespült wird. Es trifft auf die Wüstenleguanin Bohne, die ihn mit einem Gewehr bedroht. Jemand lässt in der Wüste Wasser versickern, um an das Land ihrer Familie zu kommen. Sie nimmt das Chamäleon mit in die Stadt „Dreck“ (im Original „Dirt“). Hier verkaufen und verlassen die Einwohner ihr Land, da es kein Wasser mehr gibt. Als Fremdling wird es von den Gästen des Saloons misstrauisch beäugt. Nun kann es ein Held sein, wie es sich das schon lange gewünscht hat. Es gibt sich den Namen „Rango“, gibt sich als furchtloser Revolverheld aus und legt sich gleich mit einem Einwohner der Stadt an. Beim Duell taucht plötzlich der Habicht auf und stürzt sich auf Rango. Nach einer wilden Verfolgungsjagd löst sich ein Schuss aus der Waffe Rangos und lässt einen Wasserturm auf den Vogel stürzen. Rango gilt von nun als Held, da er den Raubvogel mit nur einem Schuss erledigt hat, und wird vom Bürgermeister zum Sheriff ernannt.
An seinem ersten Tag als Sheriff sieht Rango, wie die Bewohner der Stadt erfolglos Wasser aus dem Wasserhahn holen wollen. Im folgenden Tumult, in dem unter anderem Rango die Schuld an der Dürre gegeben wird, offenbart Bohne den Dorfbewohnern versehentlich, dass es in der Bank von Dreck, in dessen Tresorraum ihre Bewohner statt Geld ihre Wasservorräte lagern, kaum noch Wasser gibt. Bestürzt stürmt die Menge zur Bank und verlangt ihr Wasser heraus, doch es gelingt Rango, die Situation zu beruhigen. Am Abend tauchen aus einem Tunnel mitten unter der Hauptstraße Balthazar, ein Nacktmull, und seine Präriehunde auf. Diese wollten sich eigentlich bis unter die Bank graben, um diese auszurauben. Rango überhört das, schafft ihnen Ausrüstung herbei und stellt ihnen eine Bergbaugenehmigung aus.
Am nächsten Morgen ist die Bank leergeräumt. Rango versammelt die Bürger, stellt einen Suchtrupp zusammen und begibt sich in die Tunnel auf die Spur der Verbrecher. Wieder an der Oberfläche finden sie den Bankdirektor, der mitten in der Wüste ertränkt wurde. Sie verfolgen die Spuren weiter und finden schließlich Balthazars Bande, die die geraubte Wasserflasche auf einem Planwagen in ihr Versteck bringen will. Rango und seine Leute verkleiden sich als Schauspieler und führen sein Theaterstück vor den drei Bankräubern auf, um sie dann zu verhaften. Doch in diesem Moment tauchen hunderte Präriehunde auf und drohen, die Bürger zu überwältigen. Verfolgt von unzähligen auf Fledermäusen fliegenden Präriehunden liefern sie sich eine Verfolgungsjagd, ehe der Wagen mit der Wasserflasche umkippt und einen Hügel hinabrollt. Dabei zeigt sich, dass die gestohlene Wasserflasche bereits leer war.
Zurück in Dreck werden die erfolglosen Helden von den enttäuschten Einwohnern erwartet, die versuchen die verhafteten Präriehunde zu lynchen. Rango stellt sich ihnen entgegen, weil er vermutet, dass der Bürgermeister hinter dem Wassermangel steckt. Sobald alles Land dem Bürgermeister gehört, will dieser eine neue Stadt bauen, wie sie bereits auf der anderen Seite der Schnellstraße existiert. Als Rango ihm droht, diese Pläne zu durchkreuzen, lässt der Bürgermeister Klapperschlangen-Jake holen, um den immer lästiger werdenden Sheriff loszuwerden. Klapperschlangen-Jake stellt Rango vor der versammelten Stadt bloß, die erfährt, dass er gar kein Revolverheld ist und auch nicht so mutig, wie er sich gibt.
Rango verlässt die Stadt, kehrt zur Straße zurück und überquert sie unbeschadet, bevor er in Ohnmacht fällt. Als er wieder zu sich kommt, steht vor ihm ein Golfwagen mit mehreren goldenen Figuren darin, davor ein Mensch im Poncho, der „Geist des Westens“, der Rango den Mut gibt, seine Mission zu Ende zu bringen, da niemand aus seiner eigenen Geschichte aussteigen könne. Mithilfe wandernder Kakteen (Spanish dagger) findet Rango heraus, dass das Wasser der Wüste nach Las Vegas fließt und die Leute des Bürgermeisters die Leitung abgedreht haben, die einst auch die Stadt Dreck mit Wasser versorgte. Rango kehrt zurück nach Dreck und bittet die Präriehunde um Hilfe, weil sie nur mit ihm gemeinsam ihren Vater vor dem Galgen retten können. Die Präriehunde graben das Rohr aus und brechen es an einer Stelle. In der Zwischenzeit versucht der Bürgermeister, auch Bohne zum Verkauf ihres Lands zu zwingen. Als sie sich weigert, wird sie von Jake beinahe erwürgt, doch als Rango ihn zum Duell fordert, lässt er von ihr ab.
Gemeinsam mit den Präriehunden, Roadkill und den wandernden Kakteen kann Rango das Wasser wieder in die Stadt leiten, welches Jake fortspült. Einen Moment lang scheint es, als wäre Jake von Rango besiegt worden. Doch der Bürgermeister hat noch immer Bohne in seiner Gewalt. Gemeinsam mit Bohne wird Rango in den Tresorraum der Bank eingesperrt, der sich langsam mit Wasser füllt. Hier wird Rango von Bohne geküsst, wobei sie seine letzte Pistolenkugel verschluckt, die er im Mund gehalten hat, und daraufhin einen ihrer Anfälle bekommt, bei dem die Echse im Schutzreflex erstarrt.
Im gleichen Moment spitzt sich der Konflikt außerhalb der Flasche zu, als der Bürgermeister nun auch Klapperschlangen-Jake aus dem Weg räumen will. Als das scheitert und Rango sowie Bohne schon zu ertrinken drohen, gelingt Rango das Heimlich-Manöver, und die von Bohne wieder ausgespuckte Kugel trifft die Glasscheibe des Tresors, die das Glas unter dem Druck des Wassers zum Bersten bringt. Der Bürgermeister, seine Schergen sowie Jake werden weggespült.
Der Bürgermeister versucht ein letztes Mal, Rango auf seine Seite zu ziehen, doch dieser überlässt ihn der Klapperschlange. Jake erweist Rango seinen Respekt und verlässt mit dem Bürgermeister im Schlepptau die Stadt, um mit ihm abzurechnen. Rango hat die Stadt gerettet und Bohnes Herz erobert.

## Entstehung und Veröffentlichung
Der Film wurde von Nickelodeon Movies, Blind Wink und GK Films produziert. Die CGI-Animationen wurden von Industrial Light & Magic (ILM) erstellt, die eigentlich auf Spezialeffekte spezialisiert ist. Gore Verbinski hatte zuvor das Angebot abgelehnt, bei einem weiteren Fluch-der-Karibik-Film zu inszenieren und dem Trickfilm den Vorzug gegeben.
Damit sich die Sprecher in ihre Rollen und den Film hineinfühlen konnten, wurden für sie Kostüme und Sets angefertigt. Da Johnny Depp nur 20 Tage Zeit hatte, wurden fast alle Sprachaufnahmen innerhalb eines Monats abgeschlossen. Die deutsche Synchronbearbeitung entstand bei der Berliner Synchron AG in Berlin. Das Dialogbuch verfasste Alexander Löwe, Synchronregie führte Frank Schaff.
Der Film feierte seine Premiere am 14. Februar 2011 in Westwood. Am 20. Februar 2011 wurde der Film in Berlin gezeigt. Der offizielle Kinostart erfolgte in Deutschland und Österreich am 3. März 2011, einen Tag später lief er in den US-amerikanischen Kinos an. In der Schweiz war der Film ab dem 6. April 2011 zu sehen.
Bei einem Budget von 135 Millionen US-Dollar spielte der Film weltweit umgerechnet 222,5 Millionen US-Dollar ein, davon über 123 Millionen US-Dollar in den USA.
| Figur              | Tier                            | Originalsprecher   | Deutsche Sprecher   |
| ------------------ | ------------------------------- | ------------------ | ------------------- |
| Rango              | Chamäleon                       | Johnny Depp        | David Nathan        |
| Beans              | Wüstenleguan                    | Isla Fisher        | Angela Wiederhut    |
| Waffles            | Krötenechse                     | James Ward Byrkit  | Martin Semmelrogge  |
| Priscilla          | Wüstenmaus                      | Abigail Breslin    | Friedel Morgenstern |
| Roadkill           | Neunbinden-Gürteltier           | Alfred Molina      | Klaus Sonnenschein  |
| Jake               | Texas-Klapperschlange           | Bill Nighy         | Michael Kessler     |
| Balthazar          | Nacktmull                       | Harry Dean Stanton | Rolf Zacher         |
| Böser Bill         | Gila-Krustenechse               | Ray Winstone       | Marco Kröger        |
| Angelique          | Rotfuchs                        | Claudia Black      | Christin Marquitan  |
| Mariachi-Band      | Kaninchenkauz                   |                    | The BossHoss        |
| Bürgermeister John | Kalifornische Gopherschildkröte | Ned Beatty         | Otto Mellies        |

## Rezeption
Rango erhielt ein sehr gutes Presseecho, was sich auch in den Auswertungen US-amerikanischer Aggregatoren widerspiegelt. So erfasst Rotten Tomatoes größtenteils positive Besprechungen und ordnet den Film dementsprechend als „Zertifiziert Frisch“ ein. Laut Metacritic fallen die Bewertungen im Mittel „Grundsätzlich Wohlwollend“ aus.
In Rango werden Einflüsse des Kriminalfilms Chinatown von 1974 auch im Bereich einer Hommage gesehen. Mit Anleihen bei diversen Sergio-Leone-Filme sei es Verbinski gelungen, einen „hinreißend komischen Animationswestern“ zu drehen. Von Filmkritikern wurde der Film des häufigeren als computeranimierte Fortsetzung von Fear and Loathing in Las Vegas bezeichnet, zumal zu Beginn des Films Rango kurz auf der Windschutzscheibe des in Fear and Loathing in Las Vegas verwendeten Autos landet und damit den beiden Hauptfiguren begegnet. Der Film enthält weitere Anlehnungen an Italo-Western wie Für eine Handvoll Dollar. Zudem sei die Figur des Jake nach Meinung von James Berardinelli dem Schauspieler Lee Van Cleef nachempfunden.
Des Weiteren wurde der Film bei den folgenden Auszeichnungen berücksichtigt:
- 2011: National Board of Review – Award in der Kategorie „Best Animated Feature“
- 2011: Satellite Award – Nominierung in der Kategorie „Best Animated or Mixed Media Film“
- 2011: Teen Choice Award sowie den People’s Choice Award in der Kategorie beliebteste Stimme in einem Animationsfilm für Johnny Depp
- 2012: Oscar in der Kategorie „Bester Animationsfilm“ – Gore Verbinski
- 2012: Golden Globe – Nominierung in der Kategorie „Bester Animationsfilm“
- 2012: British Academy Film Award (BAFTA-Award) in der Kategorie „Bester animierter Spielfilm“ – Gore Verbinski
- 2012: Annie Award in der Kategorie „Bester Animationsfilm“, „Bestes Charakterdesign“, „Bestes Drehbuch“ und „Bester Schnitt“ – weiter nominiert für „Beste animierte Effekte“, „Beste Regie“ und „Bestes Storyboard“

## Videospiel
Parallel zum Film wurde im Februar 2011 von Electronic Arts ein Videospiel zum Film veröffentlicht. Rango – das Videospiel ist für PlayStation 3, Xbox 360, Wii und Nintendo DS erhältlich.